# Madison (sat), New York
Madison este un sat în Madison County, New York, Statele Unite ale Americii. În anul 2000, populația satului ajungea la 315 persoane. Satul și orașul cu același Nume a fost denumit după președintele James Madison.

## Localizare
Satul Madison se află situat în partea centrală a orașului Madison, pe Route 20.

## Istorie
Satul a fost integrat în 1816. Așezat pe Route 20, Madison este o magistrală aglomerată pentru traversarea zonei est-vestice a Statelor Unite ale Americii. În împrejurimi se află un hotel și un resort, situat lângă Lacul Madison. O mare parte din proprietăți aparțin business-man-ului G. W. Hinman. Mulți vizitatori au venit din cătunul din apropiere de Solsville, where the Chenengo Canal and the railroad both had stations (de tradus). 
Madison mai este faimos pentru show-ul Madison-Bouckville Antique Show, care este organizat anual în luna august și este vizualizat de peste 1000 de persoane.
În 2000, Solsville, o mină de la nord de sat, a devenit parte a orașului Madison.
Solsville este cunoscut pentru hotelul de importanță istorică ce se afla aici odinioară (Solsville Hotel), ce a fost, la un moment dat, oficiul poștal, cârciuma și sala de bal a orașului. În prezent, fostul hotel este casa unui restaurant cu specific irlandez, inițiat de către B. Dixon. De asemenea, fosta casă a canalelor din Solsville a fost transformată în bar.